# Xavier Bonfils
Xavier Bonfils és un astrofísic francès especialitzat en la detecció i caracterització de planetes extrasolars que orbiten estrelles nanes M. Ha descobert nou exoplanetes.
Bonfils realitzà els estudis de secundària al Lycée Albert Triboulet, de Romans-sur-Isère, i estudià entre el 2001 i el 2006 a la Universitat Joseph Fourier de Grenoble. El 2006 es doctorà a l'Observatori de Ginebra i al Laboratori d'Astrofísica i Observatori de Grenoble. El 2006 realitzà una estada post-doctoral al Centro de Astronomia e Astrofísica de Portugal, de la Universitat de Lisboa. Entre el 2009 i el 2010 fou investigador a la Universitat Joseph Fourier. Des del 2010 és investigador del Centre Nacional de la Recerca Científica (CNRS) al grup Système solaire et univers lointain de l'Institut national planète et univers (INSU) amb plaça a l'Institut de Planétologie et d'Astrophysique de Grenoble (IPAG).
Bonfils ha duit a terme diverses contribucions a la detecció i caracterització de planetes extrasolars al voltant d'estrelles de baixa massa. Les mesures que realitzà de velocitats radials amb l'espectrògraf de l'Observatori Europeu Austral (ESO), HARPS (High Accuracy Radial velocity Planet Searcher), revelaren la primera zona de súper-Terres possiblement habitable, una zona ni massa calenta ni massa freda, on l'aigua podria fluir a la superfície. L'anàlisi estadística d'aquesta població donà una primera estimació de la freqüència de planetes potencialment habitables en la nostra galàxia. Ha descobert, com a primer autor, els exoplanetes: GJ 581 b (2005); GJ 674 b (2007); GJ 3634 b, GJ 667 C c i GJ 667 C b (2011); GJ 3470 b (2012), GJ 163 d, GJ 163 b i GJ 163 c (2013). És l'investigador principal del projecte ExTrA (Exoplanets in Transits and their Atmospheres), que disposa d'un espectrògraf multi-objecte de l'infraroig proper alimentat per tres telescopis de 60 cm situats a l'Observatori La Silla de Xile, amb l'objectiu de trobar planetes en trànsit semblants a la Terra orbitant a la zona habitable de les estrelles nanes M brillants properes. Els exoplanetes detectats per l'ExTrA seran susceptibles de caracterització atmosfèrica mitjançant altres instruments i podrien donar el primer cop d'ull a la vida extraterrestre.
Bonfils també té un canal de YouTube poc conegut on penja de manera irregular contingut d'entrevistes anteriors. Les seves aficions inclouen el windsurf, l'esquí alpí i l'skateboard

## Estudis
- Bonfils, X. «A hot Uranus transiting the nearby M dwarf GJ 3470». A&A, 546, A27, 10-2012. DOI: 10.1051/0004-6361/201219623.
- Bonfils, X.; Lo Curto, G. et al «The HARPS search for southern extra-solar planets». A&A, 556, A110, 8-2013.
- Bonfils, X.; Mayor, M. et al «The HARPS search for southern extra-solar planets». A&A, 474, 2007, pàg. 293-299. DOI: 10.1051/0004-6361:20077068.